# Tomba del Tifone (Tarquinia)
La tomba del Tifone è un'antica sepoltura tardo-etrusca situata nella necropoli dei Monterozzi a Tarquinia, nel Lazio.

## Storia e descrizione
La tomba venne scoperta nel 1832 ed è databile al II-I secolo a.C., epoca in cui Tarquinia risultava già un municipio romano. La sepoltura è una delle più grandi della necropoli, e presenta tre file di gradoni che scendono lungo le pareti dell'ipogeo, dove sono stati rinvenuti numerosi sarcofagi, alcuni dei quali ancora presenti il loco. La camera sepolcrale è decorata con motivi marini (delfini, onde) e rosoni. Sopra un pilastro rettangolare è dipinto il mostro Tifone, da cui il nome della tomba.